# Barrio Güemes

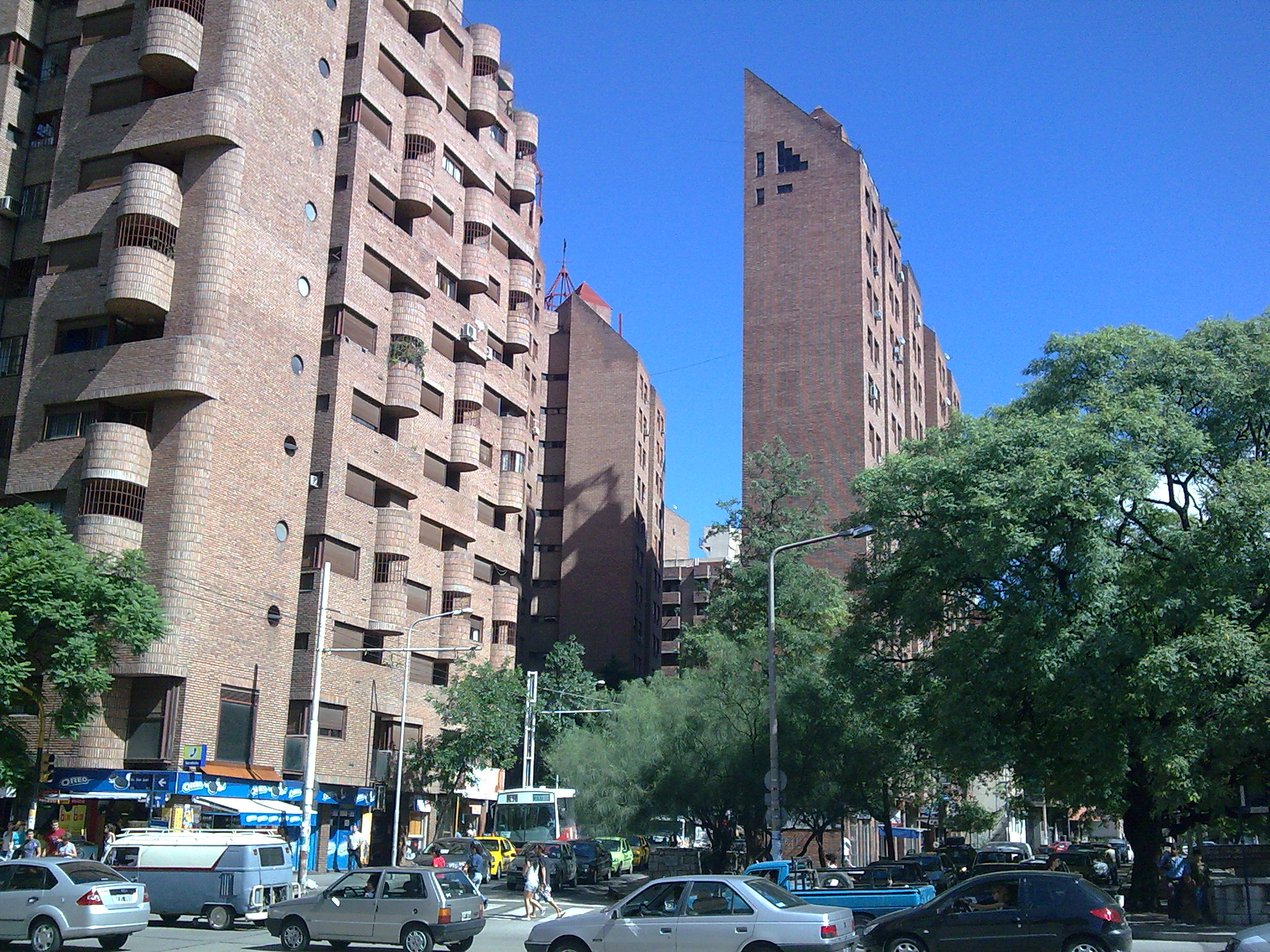
Der Nordteil von Barrio Güemes, Ecke San Juan und Belgrano

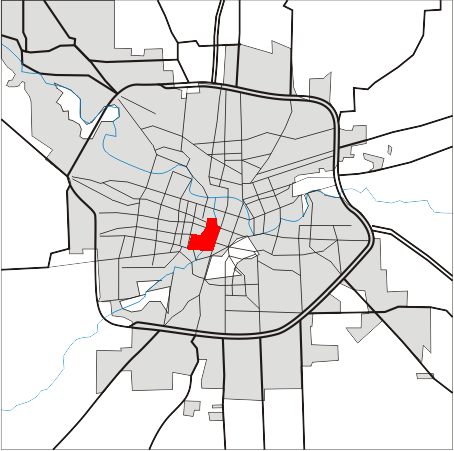
Lage von Güemes in Córdoba

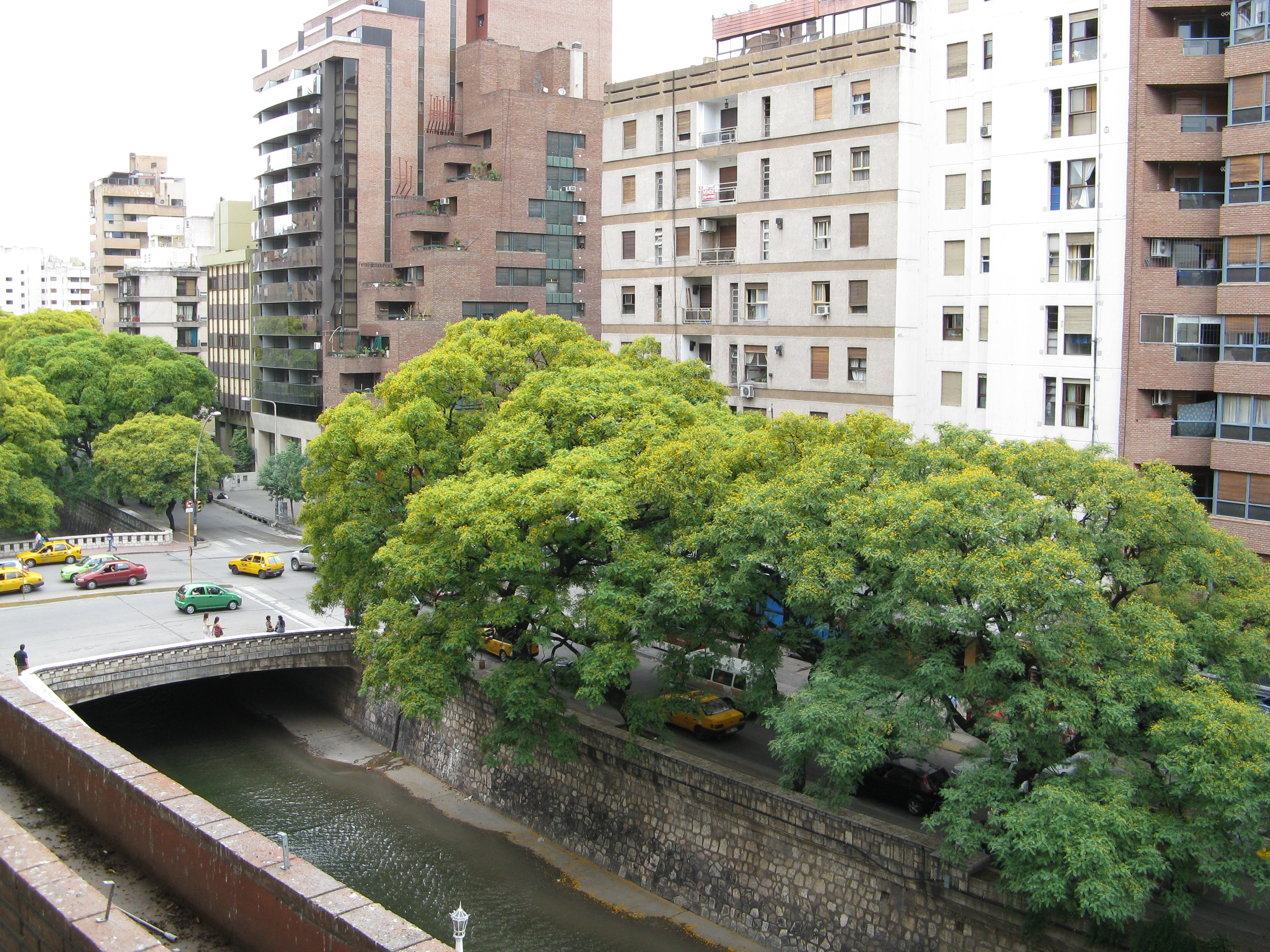
La Cañada im Nordteil von Barrio Güemes

Barrio Güemes ist ein Stadtviertel der argentinischen Stadt Córdoba. Es liegt südwestlich des Zentrums und grenzt im Osten entlang der Avenida Vélez Sársfield an Nueva Córdoba. Seine Fläche beträgt 129,52 ha (1,3 km2) und die Einwohnerzahl 11.679. Güemes gehört zur Zone des CPC Ruta 20 im Südwesten von Córdoba.

## Geographie
Barrio Güemes zieht sich entlang des kanalisierten Bachs La Cañada, der im Süden die Westgrenze bildet; im Norden erstreckt es sich über das Westufer hinaus. Am Ufer verläuft die Avenida Marcelo T. de Alvear. Die traditionelle Hauptstraße des Stadtviertels ist die in Nord-Süd-Richtung verlaufende Belgrano, in der sich die Gastronomie und der Handel ballt. Der Abschnitt der Belgrano zwischen der Avenida Pueyrredón und Montevideo wurde unter Denkmalschutz gestellt, da sich dort zahlreiche historische Gebäude wie die Kapelle San Francisco Solano, das gleichnamige Heim und die Misión de los Padres Vicentinos befinden.
Zu den Grünflächen gehören die Plazoleta Aníbal Montes und die Plaza de las Américas an der Grenze zu Nueva Córdoba und zur Ciudad Universitaria, dem Gelände der Universität Córdoba.

## Demographie
Die Bevölkerungsdichte beträgt 90,7 Einwohner/ha oder 9070 pro km2. Ähnlich wie im benachbarten Nueva Córdoba wohnen viele Studierende der Universität Córdoba in Güemes; die Altersgruppen zwischen 15 und 24 (3.459) und zwischen 25 und 44 (3.491) sind statistisch überrepräsentiert.

## Geschichte
Das Viertel entstand im 19. Jahrhundert aus einer Armensiedlung mit dem Namen El Abrojal. 1862 wurde die Plaza de las Carretas, ein Marktplatz für fliegende Händler, eingerichtet. Ab 1890 entstand auf dem Gelände dieser Plaza auf Initiative des Bürgermeisters Luis Revol ein Komplex aus 60 Sozialwohnungen, die von armen italienischen, spanischen und arabischen Einwanderern belegt wurden. Diese waren vor allem im Getränkehandel aktiv und brachten die Tango-Kultur nach Córdoba, die sich vor allem rund um das Handels- und Gasthaus Casa de Pepino (heute ein Kunst- und Geschichtsmuseum) entwickelte.

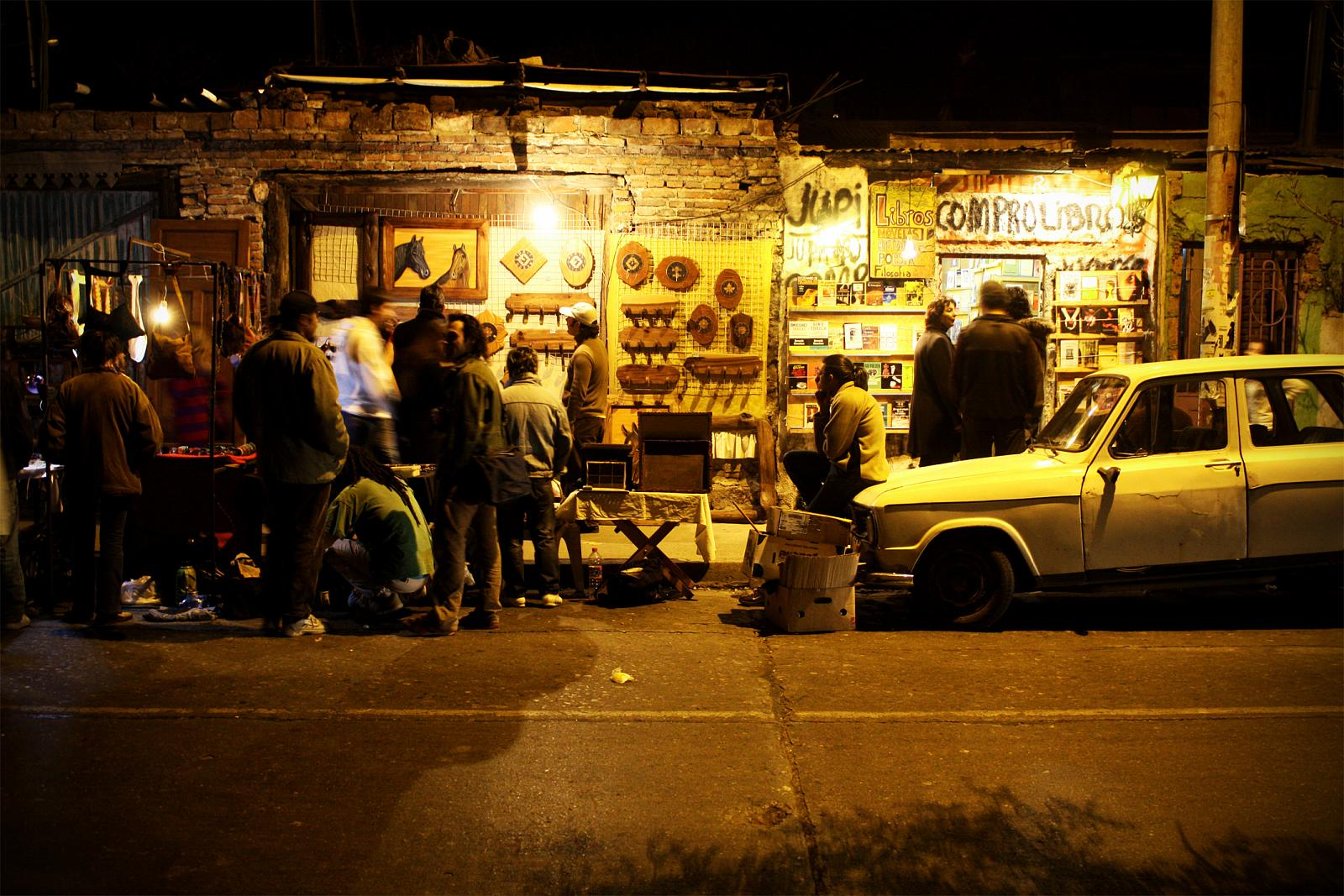
Kunsthandwerker- und Buchläden auf der Avenida Alvear

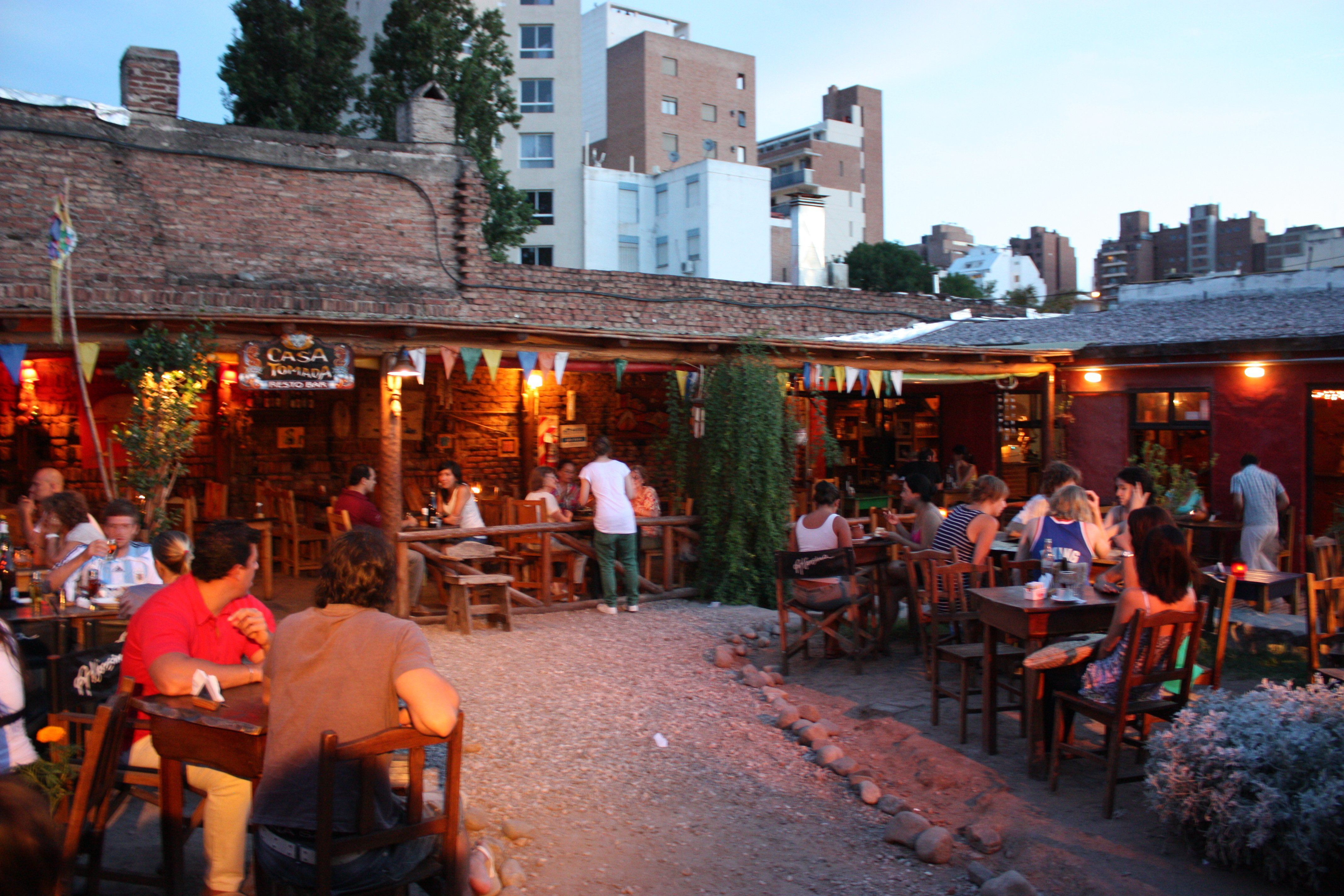
Bars in einem Innenhof nahe dem Paseo de las Artes

1980 wurde der Sozialwohnungskomplex restauriert und in das Kulturzentrum Paseo de las Artes umgewandelt, in dem heute das Museum für Lateinamerikanische Kunst, mehrere Galerien und ein Kunsthandwerkermarkt untergebracht sind. Daraufhin entwickelte sich der Nordteil des Viertels wegen seines Altstadtcharakters zu einem Zentrum der Gastronomie, des Antiquitätenhandels und des Tourismus. Zuweilen wird Güemes in Anlehnung an ein traditionelles Stadtviertel von Buenos Aires als „San Telmo Córdobas“ bezeichnet.

## Soziale Probleme
Der Südteil des Viertels war lange Zeit von Armenvierteln (villas miserias) geprägt. 1996 und 1997 wurde das große informelle Elendsviertel El Pocito abgerissen und seine Bewohner an die Peripherie der Stadt umgesiedelt, es folgte Mitte der 2000er Jahre Los Mandrakes an der Südwestgrenze. Im äußersten Süden befindet sich weiterhin ein Elendsviertel, das umgangssprachlich als Chaparral, von der Stadtregierung jedoch als Las Américas – Vélez Sársfield bezeichnet wird. Es handelt sich um das letzte größere Elendsviertel im zentralen Bereich Córdobas.
Die soziale Situation ist heute uneinheitlich; während im Norden seit der Modernisierung des Viertels und der Umsiedlung des Elendsviertels El Pocito die obere Mittelschicht dominiert, ist im Süden weiterhin Armut anzutreffen. Die Kindersterblichkeit lag 2009 laut einem Bericht der Zeitung La Voz del Interior mit 28 pro 1000 Lebendgeborenen unter den höchsten der Stadtviertel von Córdoba.